# Liste der Kardinalskreierungen Clemens’ X.

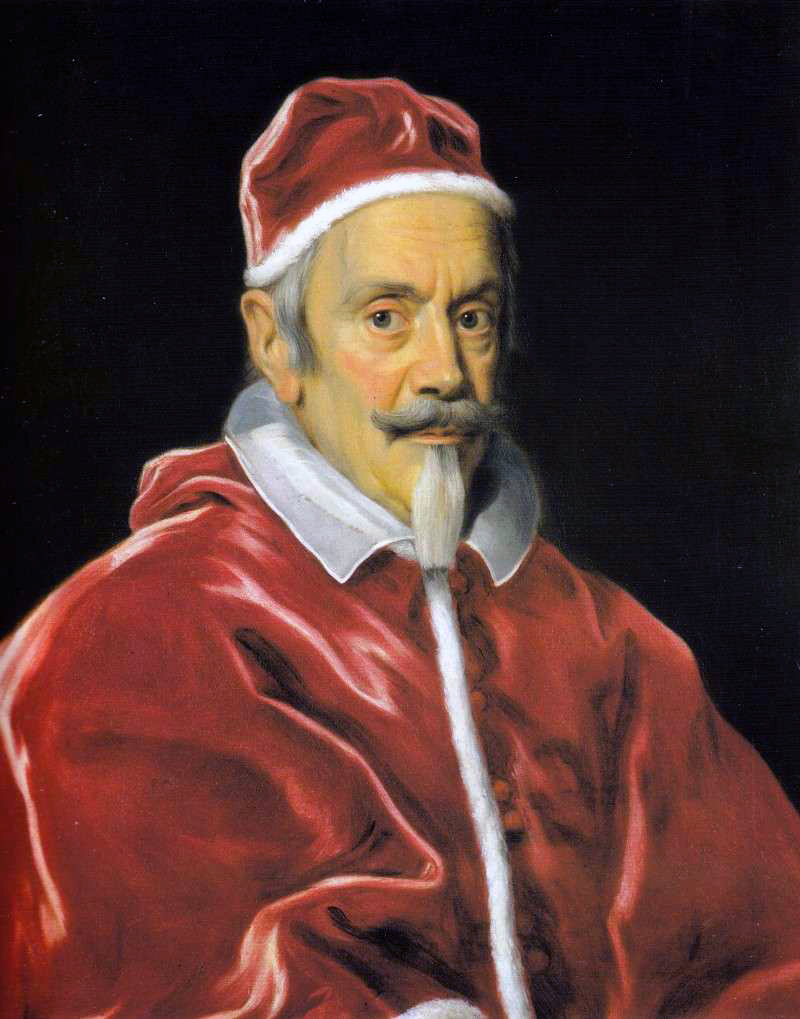
Clemens X.

Papst Clemens X. kreierte 20 Kardinäle in sechs Konsistorien.

## 22. Dezember 1670
- Federico Borromeo der Jüngere
- Camillo Massimo
- Gasparo Carpegna

## 24. August 1671
- Bernhard Gustav von Baden-Durlach OSB
- César d’Estrées
- Johann Eberhard Nidhard SJ

## 22. Februar 1672
- Pierre de Bonzi
- Vincenzo Maria Orsini de Gravina OP (später Papst Benedikt XIII.)

## 16. Januar 1673
- Felice Rospigliosi

## 12. Juni 1673
- Francesco Nerli
- Girolamo Gastaldi
- Girolamo Casanate
- Federico Baldeschi Colonna
- Pietro Basadonna

## 27. Mai 1675
- Galeazzo Marescotti
- Alessandro Crescenzi CRS
- Bernardino Rocci
- Fabrizio Spada
- Mario Alberizzi
- Philip Thomas Howard of Norfolk OP